# Кастерова Ганна Романівна
Ганна Романівна Кастерова (нар. 21 вересня 1984, Зеленоград) — російська журналістка і телеведуча.

## Життєпис
Закінчила Московський міський педагогічний університет за спеціальністю психологія.
Свою телевізійну кар'єру почала у 22 роки як редакторка передачі на каналі ТНТ «Москва: Інструкція для застосування». Після року роботи на ТНТ вирішила перейти на один з федеральних каналів під керівництвом ВДТРК. Саме на телеканалі «Росія-2» стала відомою. Крім інформаційних випусків «Вести.ру» і щотижневої програми «Вести.ру. Пятница», була постійною гостею футбольного ток-шоу «Удар головою».
У жовтні 2012 року перейшла на телеканал НТВ і стала новим обличчям тригодинної програми «Центральне телебачення» разом з Вадимом Такменєвим.
У червні 2013 року повернулася на телеканал «Росія-2» до програми «Великий спорт». З 7 вересня 2014 року була ведучою реаліті-шоу «Я — поліцейський» на тому ж телеканалі.

### Особисте життя
Зустрічалася з Тимуром Соловйовим. Потім почала зустрічатися з хокеїстом Євгеном Малкіним, з яким переїхала до США, а у травні 2016 року пара одружилася. 31 травня 2016 року у пари народився син Микита.

## Визнання
Російське видання всесвітнього чоловічого журналу «Maxim» назвало Ганну Кастерову 25-ю у рейтингу найсексуальніших жінок Росії 2018 року. Хоча за рейтинговим голосуванням читачів цього видання вона була на 17-й позиції.

## На телебаченні
- «Вести.ru» і «Вести.ru. П'ятниця» (Росія-2, з 2010 по 2012 роки, ведуча програми).
- «PROтуризм» (Росія-24, у 2012 році, ведуча програми, спільно з Олександром Радьковим).
- Футбольне шоу «Удар головою» (Росія-2, з 2011 по 2012 роки, гість програми, ведучий — Юрій Дудь).
- «Академія GT» (Росія-2, в 2012 році (осінь), ведуча реаліті-шоу, спільно з пілотами Романом Русиновим та Данилом Мове).
- «Центральне телебачення» (НТВ, у 2012 році, ведуча програми, спільно з Вадимом Такменєвим).
- «Великий спорт» на каналі Росія 2 з червня 2013 по 2015 роки.
- «Я — поліцейський» (Росія-2), з 7 вересня 2014 по 2015 роки, ведуча програми.